# Євро-Азіатська акредитаційна асоціація
Євро-Азіатська акредитаційна асоціація (ЄААА) — це акредитаційна асоціація протестантських євангельських (головним чином баптистських та п'ятидесятницьких) богословських навчальних закладів на території країн СНД.

## Мета створення
Основною метою Євро-Азіатської акредитаційної асоціації є об'єднання зусиль різних богословських шкіл євангельського та протестантського віросповідання, вирішення спільних проблем у сфері богословської освіти, стандартизація вимог до рівня освіти, розвиток викладацько-професорського складу, ліцензування та акредитація богословських навчальних закладів в країнах СНД. 

## Історія
Створення ЄААА було ініційовано в лютому 1993 року представниками протестантських і євангельських богословських навчальних закладів, які зібралися на з'їзд Асоціації «Духовне відродження». 
Через рік, у лютому 1994, сім богословських шкіл створили Підготовчий Комітет, на чолі з Сергієм Вікторовичем Санніковим, який і розпочав роботу по створенню такої акредитаційної асоціації. Підготовча робота тривала три з половиною роки. 
Нарешті, 14 жовтня 1997 року в Митищах була сформована ЄААА, що налічувала на той момент 37 організацій: 31 богословську школу (15 з Росії, 13 з України, а також по одній з Молдови, Казахстану та Узбекистану) та 6 асоційованих організацій.
Головою Ради ЄААА був обраний О. В. Мельничук, ректор Донецького християнського університету. Його заступником став Петер Пеннер, ректор Санкт-Петербурзького Християнського Університету до 1998 року, а виконавчим директором Сергій Вікторович Санніков, — ректор Одеської богословської семінарії.
6 травня 2000 року ЄАА отримала офіційну реєстрацію під керівництвом Саннікова у м. Одеса, як ТОВ, а засновниками виступили три структури: Одеська богословська семінарія євангельських християн-баптистів, Донецький християнський університет, та Київський християнський університет.
Компанія знята з обліку 17 лютого 2014 року державними органами м. Одеса через її ліквідацію на території України. 
Перед тим, у 2013 році гостру кризу вузів у системі ЄААА констатував Олег Турлак. 
З ним у 2015 року виявляв згоду і Ростсилав Ткаченко. 

## Дочірні структури
Паралельно, 6 березня 2013 року в м. Рівне була зареєстрована ГО «Євро-Азіатська теологічна асоціація», згодом реорганізована під назвою "Євангельська Акредитаційна Теологічна Асоціація", засновниками якої стали троє осіб: Зигаленко Олександр Васильович,  Соловій Роман Павлович, Дятлик Тарас Миколайович, останній став головою правління асоціації. 
Ця асоціація отримала корпоративні права на Приватну установу - екуменічно орієнтований баптистсько-пятидесятницький "Східноєвропейський інститут теології", зареєстрований 24 липня 2020 року за адресою: Рівне, вулиця Кавказька, будинок 1, квартира 2. Директором став представник церкви християн віри євангельської (п'ятидесятників) Соловій Роман Павлович зі Львова, а співзасновником спочатку був баптистський пастор Тарас Дятлик з Рівного, а пізніше статус співзасновника отримала Шутько Катерина Василівна.
Фактичне місце діяльності інституту - це Львів, вул. Перфецького, 11/82. На даний час тут працюють Роман Соловій (Ректор Інституту), Тарас Дятлик (Віце-ректор із розвитку та міжнародного співробітництва, а також регіональний директор Overseas Council-United World Mission у Східній Європі та Центральній Азії), Ольга Дятлик (Educational Development Manager, заступник регіонального директора Східної Європи та Центральної Азії, Overseas Council ), Катерина Шутько (Фінансовий адміністратор) та Ольга Марчак, директор Регіонального тренінгового центру Overseas Council-United World Mission, менеджер освітніх проєктів Східноєвропейського інституту теології..
У 2021 році посаду керівника освітніх програм і проєктів цього закладу зайняла киянка Трофимчук Ксенія Ігорівна, за першим фахом - філолог, у 2021 році захистила в НПУ дисертацію на здобуття наукового ступеня доктора філософії в галузі богослов’я на тему: "Сучасна теопоетика і релігійно-філософський дискурс творів Івана Багряного". 
До інституту були включені Сергій Говорун (архімандрит Кирил), баптист Олександр Гейченко (Випусковий редактор журналу “Богословські роздуми”), а також наукові співробітники Сергій Санніков, Анатолій Денисенко, Ростислав Ткаченко, Федір Стрижачук, Євген Устінович, Павло Шевчук (Політична теологія радикальної ортодоксії - 2020), та Станіслав Степанченко.

## Сучасність
Асоціація розширила свою роботу на весь Євразійський регіон, в тому числі на Центральну Європу та Далекий Схід. 
Силами асоціації у 2003 році було засновано міжвузівський теологічний журнал "Богословские размышления: Евро-Азиатский журнал богословия”, який з 2003 року редагував проживаючий тоді у Москві колишній ректор ДХУ Олексій Мельничук, а далі головним редактором став Сергій Санніков з Одеси, і при ньому журнал українізувався, був перейменований на "Богословські роздуми". Включно до 2014 року був друкованим органом ЄАА.
До складу ЄААА у період найбільшого її розвитку, в 2008 році входили 55 навчальних закладів - 53 постійних члена і 2 асоційованих члена (з них 24 навчальних заклади ЄХБ, 21 навчальний заклад ХВЄ, і 10 навчальних закладів інших євангельських деномінацій). 
Однак уже станом на 2011 рік в асоціацію входив лише 51 заклад. 
На початку 2012 року їх число зросло до 54. 
На 2019 рік в асоціацію продовжували входити 54 заклади. 
Найпотужнішим серед членів цієї асоціації, в Росії став Санкт-Петербурзький християнський університет (СПХУ).
В Україні найпотужнішими членами стали Українська євангельська теологічна семінарія, Київський християнський університет, Одеський Християнський гуманітарно-економічний відкритий університет, Одеська богословська семінарія євангельських християн-баптистів, а також на даний час уже неіснуючі заклади: Донецький християнський університет і Таврійський християнський інститут у Херсоні (останній заклад, згорнувши роботу після окупації Херсону Росією в лютому 2022 року, пізніше у статусі богословського коледжу відновив свою діяльність у Києві; його ректор Синій Валентин Сергійович захистив у 2022 році кандидатську дисертацію на тему "Сучасне християнське лідерство в освіті").
11 жовтня 2008 року Рада ЄАА ухвалила рішення утворити робочу групу, яка приступила до підготовки російськомовного збірника під назвою "Славянский библейский комментарий". Членами групи стали 6 протестантських теологів: Тарас Дятлик, Олександр Негров, Пітер Пеннер, Геннадій Пшеничний, Сергій Санников, Роман Соловій. 
Далі, в січні 2011 року була утворена редколегія "Славянского библейского комментария", до якої, крім вказаних 6 осіб, увійшли також Валерій Алікин, Олександр Гейченко, Михайло Мокієнко, Федір Райчинець.  
Лише у жовтні 2016 року цим колективом редакторів під керівництвом головного редактора - Сергія Саннікова буо опубліковано спільний, узгоджений "Славянский Библейский Комментарий". 
З невідомих причин, напередодні Євромайдану, 17 лютого 2014 року ЄАА припинила свою реєстрацію як юридичної особи на території України.
11 травня 2022 року Асоціація офіційно припинила існування саморозпуском у зв'язку з остаточною руйнацією пострадянського культурного простору після вторгнення Росії в Україну.

## Керівництво
ЄААА управляється Радою Асоціації у складі 12 членів і налічує в своїй структурі чотири комітету.
Президентом Асоціації з жовтня 2011 року є Сергій Вікторович Санніков.
З 1997 до 2011 року Асоціація мала в своїй структурі посаду Виконавчого Директора. З 2011 року посаду Виконавчого директора була замінена на Виконавчу Дирекцію в складі трьох директорів: 
- директор Відділу акредитації - Олександр Васильович Зигаленко.

- директор Ресурсно-дослідницького центру ЄААА (Slavic Research and Resource Center, створений у 2008 р.) — Соловій Роман Павлович, вірянин Церкви ХВЄ (пятидесятників). Спочатку це був виключно баптистсько-пятидесятницький проект, виконавчим менеджером якого був баптистський пастор Тарас Дятлик з Рівного. [11] Однак надалі центр отримав екуменічний характер, тому що вже у 2018-2019 роках у його діяльності брали активну участь представники УКУ (греко-католики), а також наукові співробітники Центру досліджень релігії НПУ ім. Драгоманова у Києві (здебільшого, представники ПЦУ). [12]

- директор Відділу розвитку освіти в ЄААА (який створений в 2011 р. спільно з Overseas Council International) — Тарас Миколайович Дятлик.